# Martharaptor
Martharaptor là một chi khủng long, được Senter Kirkland & DeBlieux mô tả khoa học năm 2012.